# Spoorlijn Notodden - Eidanger
De spoorlijn Notodden - Eidanger na 2008 ook wel Bratsbergbanen genoemd is een Noorse spoorlijn tussen  Notodden  en Eidanger beide gelegen in de provincie Vestfold og Telemark.

## Geschiedenis
Het traject Notodden - Eidanger werd door Norges Statsbaner (NSB) met een spoorwijdte van 1067 mm op 4 december 1916 geopend. Het traject had een derde rail en het normaalspoor werd op 17 december 1917 geopend. De officiële opening vond op 19 februari 1920 plaats. Vanaf 1 juli 1920 maakte de Tinnosbanen deel uit van de Bratsbergbanen.
In de zomer van 2011 was er een overstroming en vond bij Notodden een aardverschuiving plaats. Hierdoor is het traject tussen Notodden en Nordagutu voor onbepaalde tijd gesloten.
Het traject sloot aan op de volgende lijnen:
- Brevikbanen
- Tinnosbanen
- Vestfoldbanen

## Treindiensten
De Norges Statsbaner verzorgde het personenvervoer op dit traject met RB treinen.
De treindienst werd onder meer uitgevoerd met treinstellen van het type Y 1.
- RB 52: Notodden - Porsgrunn

## Aansluitingen
In de volgende plaatsen was of is er een aansluiting van de volgende spoorwegmaatschappijen:

### Notodden
- Tinnosbanen, spoorlijn tussen Tinnoset en Hjuksebø

### Nordagutu
- Sørlandsbanen, spoorlijn tussen Stavanger en Olslo S

### Eidanger
- Vestfoldbanen, spoorlijn tussen Drammen en Skien
- Brevikbanen, spoorlijn tussen Eidanger en Brevik

## Elektrische tractie
Het traject werd tussen Notodden en Borgestad op 1 mei 1936 geëlektrificeerd met een spanning van 15.000 volt 16 2/3 Hz wisselstroom.

## Afbeeldingen

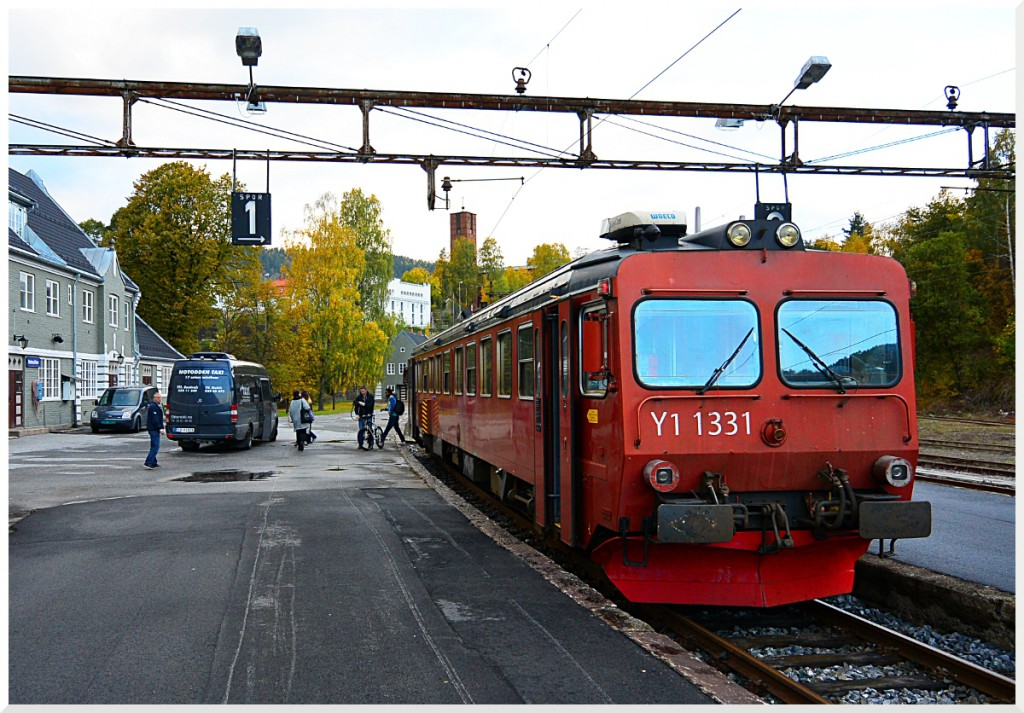
Station Notodden
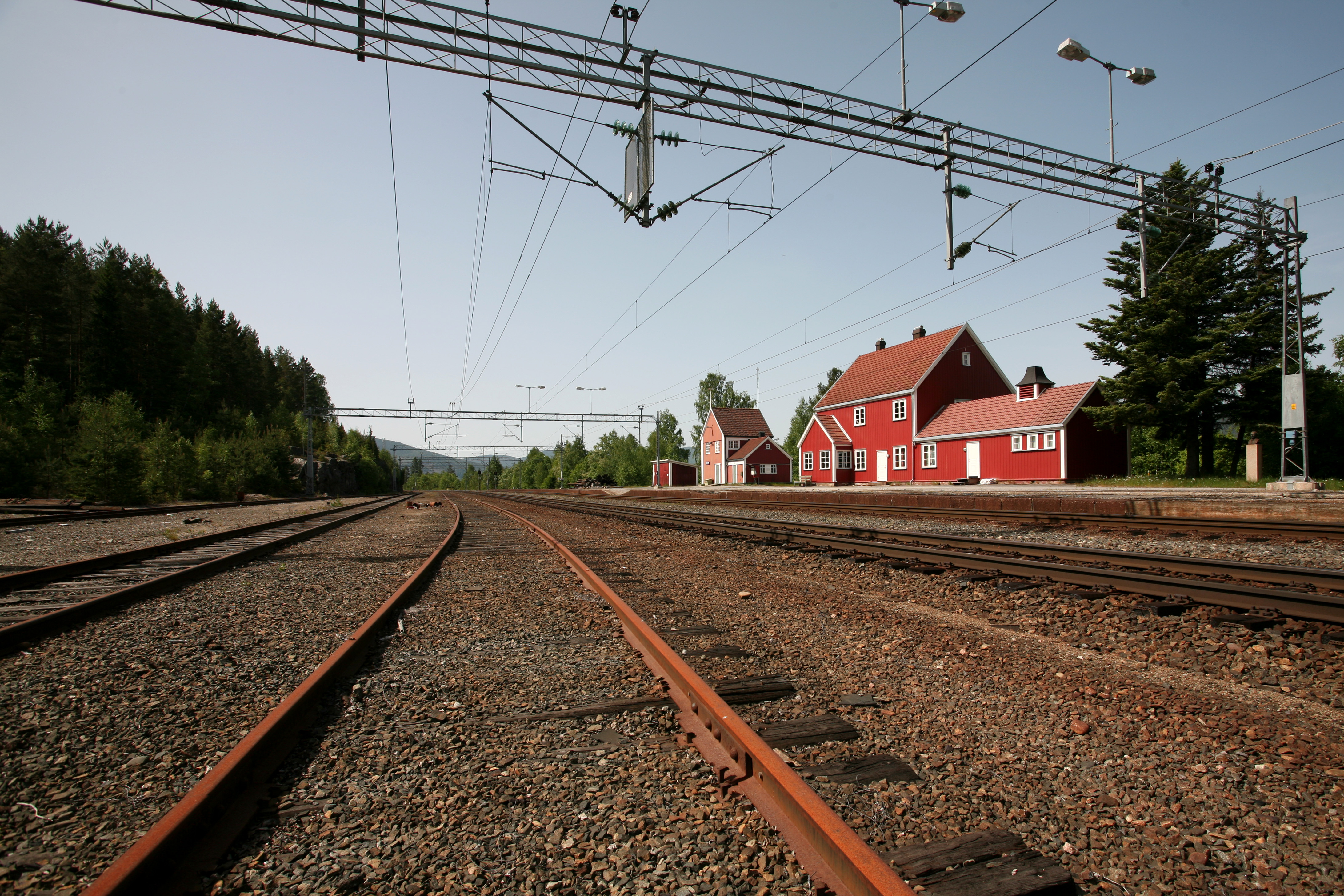
Station Hjuksebø
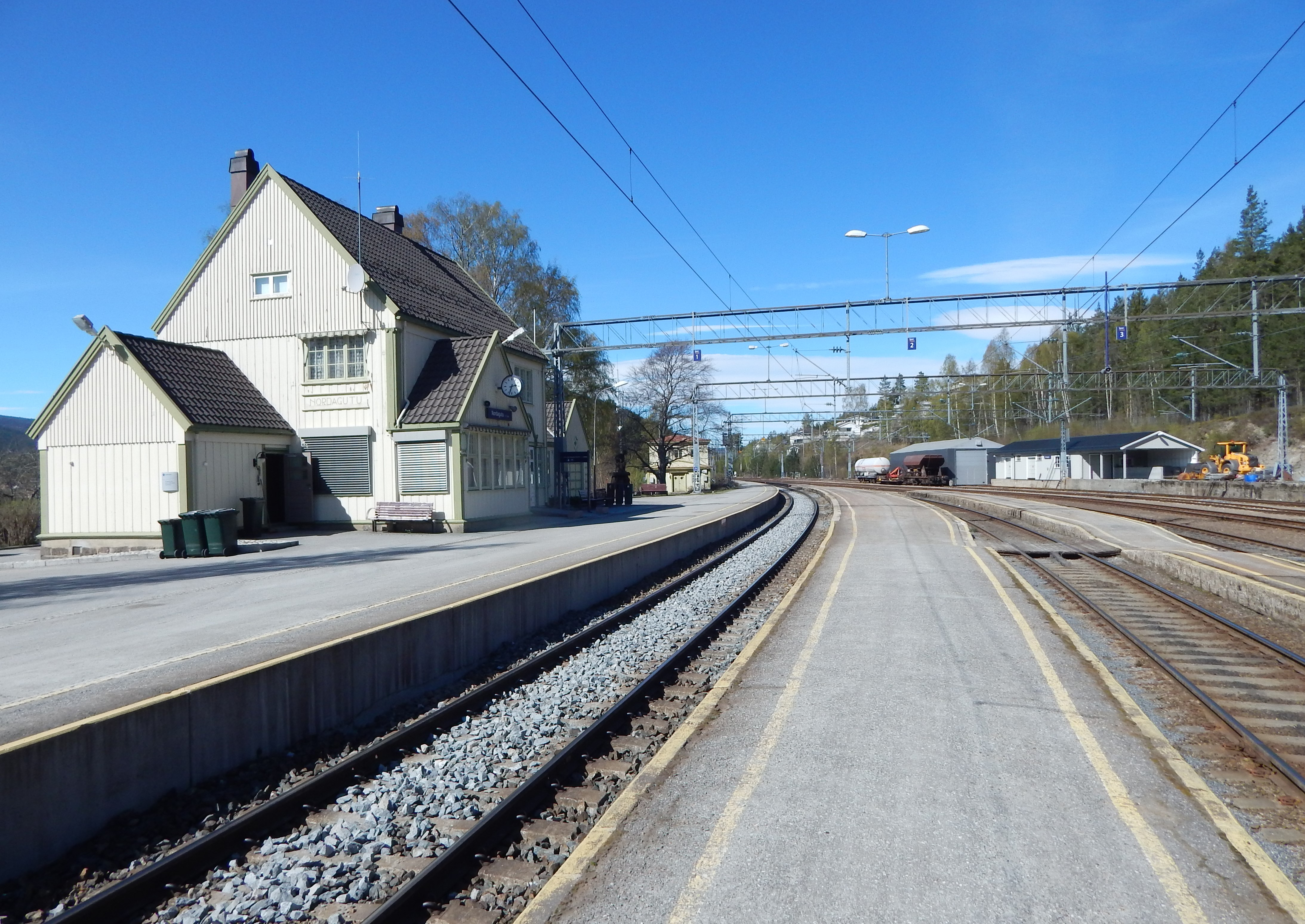
Station Nordagutu
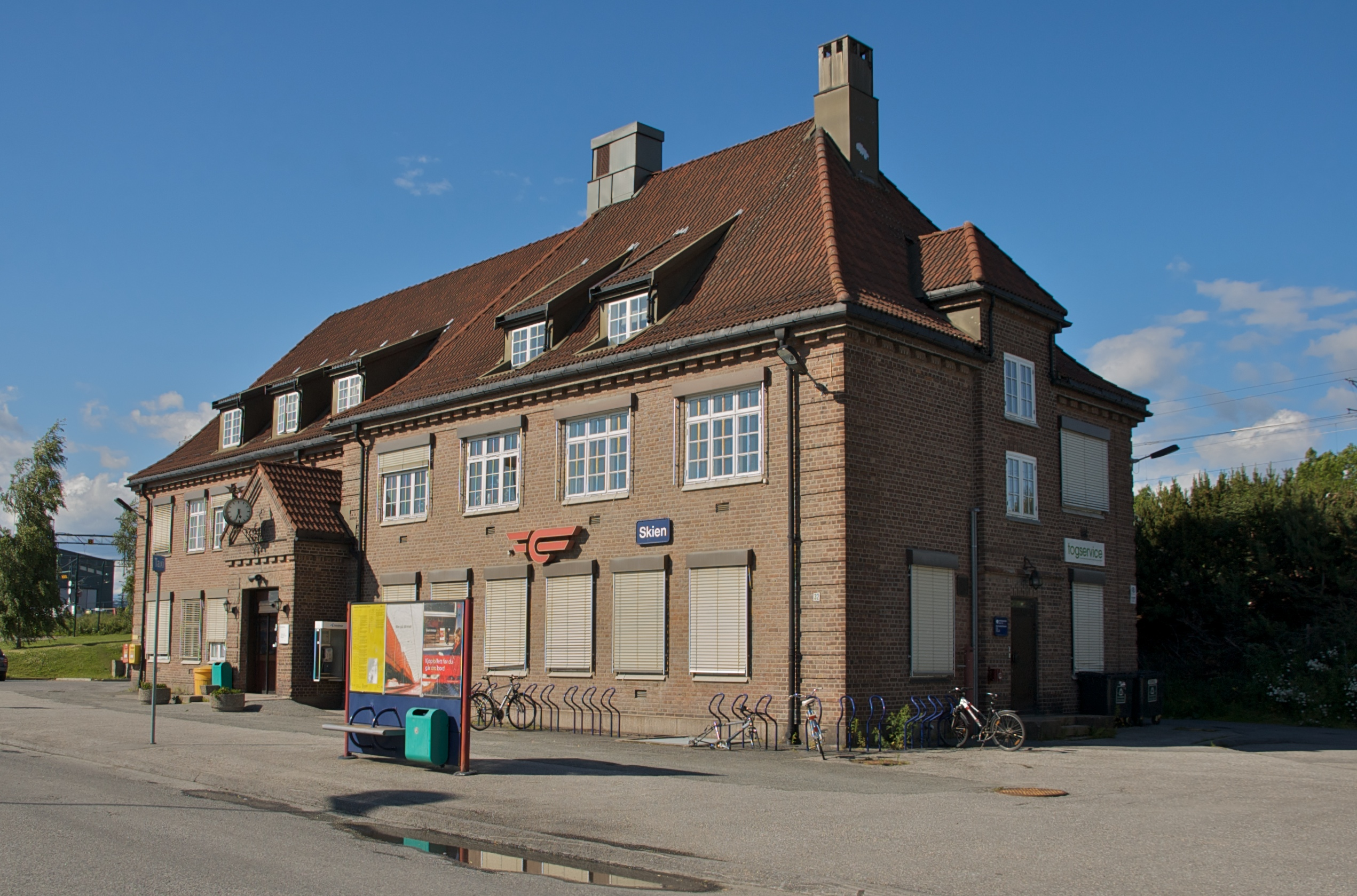
Station Skien
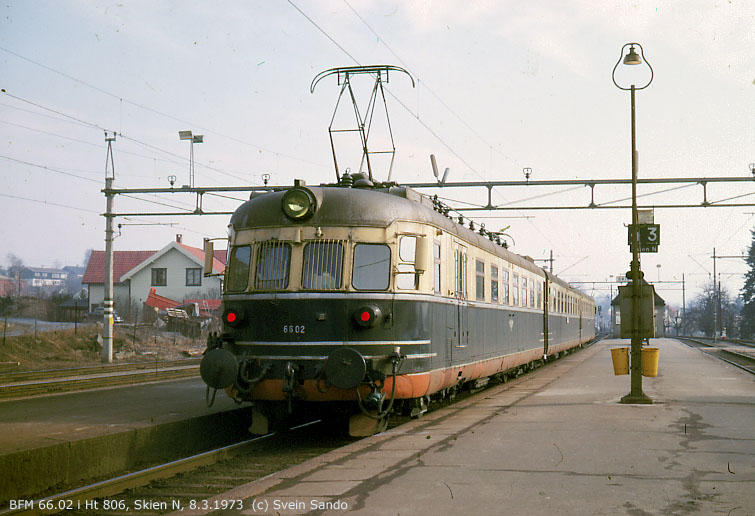
Treinstel type 66 in Skien, 1973